# Franz Fuchs (Historiker)

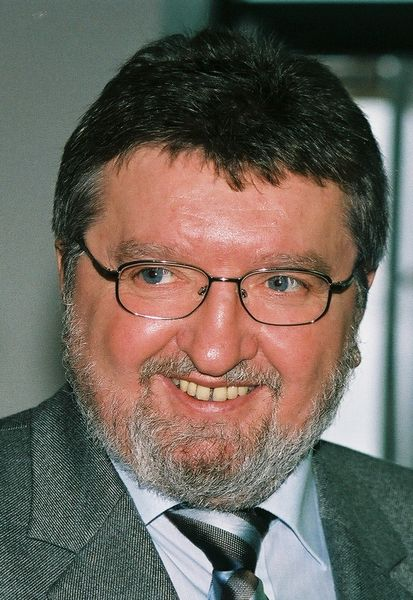
Franz Fuchs, aufgenommen 2009 von Werner Maleczek

Franz Fuchs (* 8. November 1953 in Wörth an der Donau) ist ein deutscher Historiker. Er lehrte von 1995 bis 2002 als Professor für Mittelalterliche Geschichte an der Universität Regensburg und von 2002 bis 2023 als Lehrstuhlinhaber für Mittelalterliche Geschichte und historische Hilfswissenschaften an der Universität Würzburg.

## Leben und Wirken
Nach dem Abitur am Johannes-Turmair-Gymnasium in Straubing studierte Fuchs ab dem Wintersemester 1974/75 Geschichte, Deutsch und Sozialkunde an der Universität Regensburg. Franz Fuchs war Assistent am Lehrstuhl von Horst Fuhrmann an der Universität Regensburg und später am Lehrstuhl von Karl-Friedrich Krieger an der Universität Mannheim tätig. Im Wintersemester 1986/87 wurde er über das Thema Die mittelalterliche Bibliothek des Augustinerchorherrenstifts St. Mang in Stadtamhof, Regensburg bei Horst Fuhrmann promoviert.
Fuchs wurde über das Thema Hans Pirckheimer am Hofe Kaiser Friedrichs III. (1458/59) im Sommersemester 1993 habilitiert und zum 1. Oktober 1993 zum Hochschuldozenten in Mannheim ernannt. Er übernahm Vertretungen an der Universität Heidelberg (Wintersemester 1993/94) und nach Erhalt eines Rufes 1995 an der Universität Regensburg. Am 1. August 1995 wurde Fuchs zum C-3-Professor für Mittelalterliche Geschichte und Historische Hilfswissenschaften an der Universität Regensburg ernannt. Im Sommersemester 2002 erhielt er einen Ruf an die Universität Würzburg auf den Lehrstuhl für Mittelalterliche Geschichte und Historische Hilfswissenschaften als Nachfolger von Peter Herde. Seit Ende September 2019 ist er emeritiert.
Seine Forschungsschwerpunkte sind die Renaissance- und Humanismusforschung, die Geschichte Regensburgs und Nürnbergs im Spätmittelalter sowie die Epigraphik. Fuchs gilt in der Fachwelt als einer der besten Kenner für die Zeit Friedrichs III. Er ist zweiter Vorsitzender der Willibald-Pirckheimer-Gesellschaft zur Erforschung von Humanismus und Renaissance und Herausgeber des Pirckheimer-Jahrbuchs.

## Schriften (Auswahl)
Quelleneditionen
- mit Karl-Friedrich Krieger: Die Urkunden und Briefe aus den Beständen „Reichsstadt“ und „Hochstift“ Regensburg des Bayerischen Hauptstaatsarchivs in München sowie aus den Regensburger Archiven und Bibliotheken (= Regesten Kaiser Friedrichs III. Bd. 15). Böhlau, Wien u. a. 2002, ISBN 3-205-99431-0.
- mit Ulrich Wagner: Würzburger Ratsprotokolle. 1454–1465 (= Veröffentlichungen der Gesellschaft für Fränkische Geschichte. Bd. 11). Gesellschaft für Fränkische Geschichte e. V., Würzburg 2017, ISBN 3-86652-311-4.

Monographien
- Bildung und Wissenschaft in Regensburg. Neue Forschungen und Texte aus St. Mang in Stadtamhof (= Beiträge zur Geschichte und Quellenkunde des Mittelalters. Bd. 13). Thorbecke, Sigmaringen 1989, ISBN 3-7995-5713-X.

Herausgeberschaften
- mit Pirmin Spieß: Friedrich der Siegreiche (1425–1476). Beiträge zur Erforschung eines spätmittelalterlichen Landesfürsten (= Stiftung zur Förderung der Pfälzischen Geschichtsforschung. Bd. 17). Selbstverlag der Stiftung zur Förderung der pfälzischen Geschichtsforschung, Neustadt an der Weinstraße 2016, ISBN 978-3-942189-17-0.
- Hartmann Schedel (1440–1514). Leben und Werk. Akten des gemeinsam mit dem Germanischen Nationalmuseum Nürnberg, dem Verein für Geschichte der Stadt Nürnberg und dem Stadtarchiv Nürnberg am 28./29. Oktober 2014 veranstalteten Symposions im Germanischen Nationalmuseum Nürnberg (= Pirckheimer-Jahrbuch für Renaissance- und Humanismusforschung. Bd. 30). Harrassowitz Verlag, Wiesbaden 2016, ISBN 3-447-10547-X.
- mit Ulrich Wagner: Bauernkrieg in Franken, Würzburg (= Publikationen aus dem Kolleg „Mittelalter und Frühe Neuzeit“. Bd. 2). Königshausen & Neumann, Würzburg 2016, ISBN 3-8260-5916-6.
- mit Peter Schmid (Hrsg.): Kaiser Arnolf. Das ostfränkische Reich am Ende des 9. Jahrhunderts. Regensburger Kolloquium 9.–11.12.1999 (= Zeitschrift für bayerische Landesgeschichte. Beiheft, Bd. 19). Beck, München 2002, ISBN 3-406-10660-9.
- mit Stefan Petersen, Ulrich Wagner, Walter Ziegler (Hrsg.): Lorenz Fries und sein Werk. Bilanz und Einordnung (= Veröffentlichungen des Stadtarchivs Würzburg. Bd. 19). Schöningh, Würzburg 2014, ISBN 978-3-87717-852-2.
- mit Martin Wagendorfer, Paul-Joachim Heinig: König und Kanzlist, Kaiser und Papst. Friedrich III. und Enea Silvio Piccolomini in Wiener Neustadt (= Forschungen zur Kaiser- und Papstgeschichte des Mittelalters. Bd. 32). Böhlau, Wien u. a. 2013, ISBN 3-412-20962-7 (online).
- mit Paul-Joachim Heinig, Jörg Schwarz: König, Fürsten und Reich im 15. Jahrhundert (= Forschungen zur Kaiser- und Papstgeschichte des Mittelalters. Bd. 29). Böhlau, Köln 2010, ISBN 3-205-99431-0.
- Konrad Celtis und Nürnberg. Akten des interdisziplinären Symposions vom 8. und 9. November 2002 im Caritas-Pirckheimer-Haus in Nürnberg (= Pirckheimer-Jahrbuch für Renaissance- und Humanismusforschung. Bd. 19). Harrassowitz Verlag, Wiesbaden 2004, ISBN 3-447-09390-0.